# District de Kota Marudu
Le district de Kota Marudu (malais : Daerah Kota Marudu) est un district administratif de l'État malaisien de Sabah, qui fait partie de la Division de l'Intérieur. La capitale du district est dans la ville de Kota Marudu.

### Liens connexes
- Districts de Malaisie